# 蒼依ハル
蒼依 ハル（あおい ハル）は、日本の女性声優。主にアダルトゲームに声をあてている。

## 出演
太字はメインキャラクター。

### アダルトゲーム
2013年
- 復讐の死霊魔術師〜望むのは死の痛み〜（イリーナ・サウスゲート）
- MA☆KO HUNTER（ミミ）

2014年
- こいなか -小田舎で初恋×中出しセクシャルライフ-（野々原 みお）
- 蝕宙花 -引き裂かれたプラグスーツ-（エリノア・ローゼンハイム）
- 女装学園（妊）（高幡 葵）
- ちぇ〜んじ! 〜あの娘になってクンクンペロペロ〜（田辺 瑠未亜）
- 手籠めにされる九人の堕女（小鳥居 月美）
- デモニオンII 〜魔王と三人の女王〜（エル＝フラフニス）
- 天精国取りセックス合戦!!（狛江 奈々）
- にいなちゃん Lovely Life（水沢 あん）
- はにつま（川内 五十鈴）
- まぞまい Mな妹のエッチなおねだり（楠之 美愛）
- 夜這いする七人の孕女2（小鳥居 月美）

2015年
- おしおき生意気ギャル〜エロいオシオキをしたら自分からエッチを求めてきた〜（夏希 莉乃）
- こいなかlovers（野々原 みお）
- 塔の下のエクセルキトゥス（リコ・テーラ）
- はにつまHs 〜アフターウェディング〜（川内 五十鈴）
- 復讐の死霊魔術師〜望むのは死の痛み〜 ワイド版（イリーナ・サウスゲート）
- 星空のバビロン -迫り来るコズミックすけべおねぇさんズ-（カナタ・シュタイン、ジャス子）

2016年
- 小悪魔発育チュ〜!（天瀬 輝[1]）
- 深層パラレルパラドックス -並行世界の理想郷-（錦 桃[2]）
- ダンジョン オブ レガリアス 背徳の都イシュガリア（リナリス）
- 虜ノ鎖〜処女たちを穢す淫らな楔〜（このみ）
- 放課後に乱れる姉教師と隣の部屋で喘ぐ妹〜恋人になった女の子が、知り合いの嫌な男に寝取られる〜（相沢遥佳）
- LOVEトレ エッチな恋愛トレーニング（倉田 彩乃）

- LOVEトレ エッチな恋愛トレーニング（倉田 彩乃）
- 月明りに悶える孕女（桜川 朋実）

2017年
- こいのす☆イチャコライズ（深町 サチ）
- 神楽箱・肆（鏑木 紫）
- 神楽黎明記 ～紫の章～（鏑木 紫）
- 夏夜に悶える七人の誘女（一ノ宮 深花）

2018年
- 神楽黎明記 ～ちはやの章～（猫又）
- 誰も知らない天体への涙 R18番外編1巻（ルナ）
- 俺の上であがく六人の伽女（月乃 夕浬）

2019年
- 神楽黎明記 ～紫の章～ 弐（鏑木 紫）
- 社長隷嬢セレクション（犬系女子）
- 青い空のカミュ（三間坂 蛍）
- 誰も知らない天体への涙 R18番外編2巻（ルナ）
- アイ・アム・マジカミ（雪船エリザ）
- アナザーヒロイン（朝日奈まゆ）
- DEAD DAYS（66）

2020年
- 電脳天使ジブリール（アルナイル）
- 死神娼館 ～ 宿屋の主人に転生して女冒険者にいろいろするRPG（狼娘ウルフィナ）
- 虜ノ絆 ～奪われた学園に響く処女の喘ぎ～（二階堂 梨枝）
- 霊神楽 ～奮闘記～（鏑木 紫）

2021年
- 霊神楽 〜奮闘記〜 弐（鏑木 紫）

### ソーシャルゲーム
- 超昂大戦 エスカレーションヒロインズ（六の法杖セラフィール / セラフィール[3]）
- ガールズクリエイション～少女藝術綺譚～（アルテ）